# 邦镇 (汝拉省)

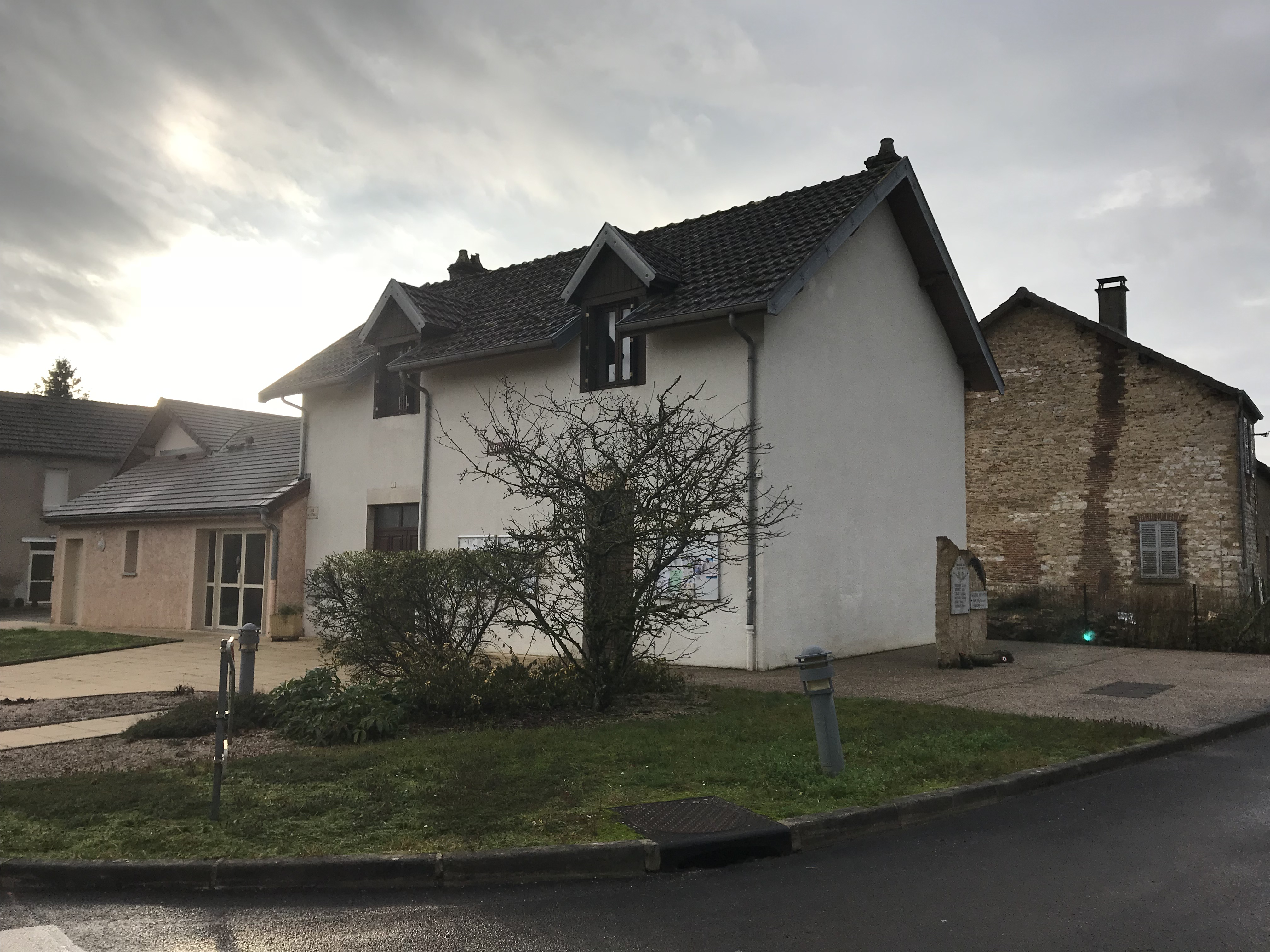
邦镇

邦镇（法語：Bans）是法国汝拉省的一个市镇，属于多尔区（Dole）蒙巴尔雷县（Montbarrey）。该市镇总面积3.92平方公里，2009年时的人口为198人。

## 人口
邦镇人口变化图示